# 懂我
懂我是來自美国拉斯維加斯的殺手樂團（The Killrers）所演唱的歌曲，收錄在《山姆小鎮》（Sam's Town）專輯中，分別在2007年2月13日和26日於美國和英國發行，本歌曲是該專輯中第三首推出的單曲。此外，本歌曲同時也以 iTunes 中以迷你專輯形式於2007年2月13日發售，包含一首清唱版本和兩首混音版本。
寵物店男孩的尼爾·坦南特（Neil Tennant）和克里斯·洛（Chris Lowe）在2006年11月於英國倫敦的布里克斯頓看到殺手樂團的演唱會，兩組團體便開始討論製作「Read My Mind」的混音版本計劃。最後，在這張單曲中收錄了「Pet Shop Boys Stars Are Blazing Mix」混音版本，其中尼爾和克里斯也在歌曲中演唱了一小段。
在芝加哥電台「Q101」的訪談中，主唱布蘭登·夫洛爾認為懂我是殺手樂團寫過最棒的歌曲。此外，《滾石雜誌》也將這首歌列在2006年100首最佳歌曲的第12名，雖然之前殺手樂團的專輯《山姆小鎮》在該雜誌獲得負面評價。

## 曲目列表

### 美國版本
- 宣傳單曲 ISLR16666-2[5]

1. Read My Mind - 4:03

- iTunes EP / Best Buy Sampler CD[6]

1. Read My Mind (Pet Shop Boys Stars Are Blazing Mix) - 7:19
2. Read My Mind (Steve Bays Remix) - 3:30
3. Read My Mind (Like Rebel Diamonds Mix) - 4:11

### 英國版本
- 7 6 02517 24568 6[7]

1. Read My Mind - 4:03
2. Read My Mind (Steve Bays Remix) - 3:30

- CD 6 02517 24567 9[8][9]

1. Read My Mind - 4:03
2. Read My Mind (Pet Shop Boys Stars Are Blazing Mix) - 4:02

### 歐洲版本
- German CD[10]

1. Read My Mind（專輯版本）- 4:03
2. Read My Mind（寵物店男孩廣播電台播放版本）- 4:02
3. Read My Mind（寵物店男孩弦樂版）- 7:21
4. Read My Mind（音樂錄影帶）

## 音樂錄影帶
「Read My Mind」的音樂錄影帶是於2007年1月10日在日本東京拍攝，是在樂團前往世界巡迴演出的最後一站紐西蘭和澳洲之前。錄影帶由戴安·馬岱爾（Diane Martel）執導。在一場訪談中，主唱布蘭登稱這首歌為「我們最喜歡的歌曲」，並且保證音樂錄影帶內容會有樂團成員「在東京，騎著腳踏車」。
這支音樂錄影帶在2007年2月8日在 MTV 的《TRL大現場》（Total Request Live）節目中首映。錄影帶的內容與歌曲本身幾乎沒有任何關係，單純呈現樂團成員在東京都內各處活動的愉快時光，表現自由與年輕的氣氛。包括騎乘不同的腳踏車穿梭東京街頭、在大型電玩遊樂場遊玩 Drummania 和 GuitarFreaks、和日本小學生在公園玩落葉、與日本卡通角色ガチャピン（Gachapin）互動等。